# 卡爾夫角
71°30′S 169°45′E / 71.500°S 169.750°E
卡爾夫角是南極洲的海岬，位於維多利亞地的彭內爾海岸，處於尼爾森冰川和佩涅羅珀角之間羅伯特森灣西岸，由英國探險隊繪入地圖和命名。